# ليندسي ماير
ليندسي ماير (بالإنجليزية: Lindsay Meyer) هي مجدفة أمريكية، ولدت في 23 سبتمبر 1988 في سياتل في الولايات المتحدة.

## وصلات خارجية
- ليندسي ماير على موقع الاتحاد الدولي للتجديف (الإنجليزية)
- ليندسي ماير على موقع اللجنة الأولمبية الدولية (الإنجليزية)
- ليندسي ماير على موقع أوليمبيديا (الإنجليزية)